# Papiro 59
O Papiro 59 ({\displaystyle {\mathfrak {P}}}59) é um antigo papiro do Novo Testamento que contém fragmentos dos capítulos um, dois, onze, doze, dezassete, dezoito e vinte e um do Evangelho de João (1:26.28.48.51; 2:15-16; 11:40-52; 12:25.29.31.35; 17:24-26; 18:1-2.16-17.22; 21:7.12-13.15.17-20.23).